# Neli Ružić
Neli Ružić (Split, 1966.) multimedijalna je hrvatska umjetnica. Bavi se percepcijom vremena, različitim aspektima temporalnosti u odnosu na povijesne narative, preklapanjem osobnog te kolektivnog sjećanja i migracije. U umjetničkom radu koristi se različitim medijima i formama poput intervencija u javnom prostoru, objekata, instalacija i video instalacija te procesualnih radova koji uključuju arhivske i dokumentarne prakse.

## Životopis
Ružić je diplomirala slikarstvo na Fakultetu primenjenih umetnosti u Beogradu te magistrirala na Facultad de Artes, UAEM, Meksiko. Krajem 1999. godine odlazi u Ciudad de México gdje se bavi umjetničkim istraživanjem u medijima instalacije i video-instalacije. Od 2003. do 2012. godine predaje na ENPEG La Esmeralda, Centro Nacional de las Artes. Povratkom u Hrvatsku, od 2013. predaje u Školi likovnih umjetnosti Split, gdje 2014. osmišljava koncept i program Galerije Škola koju vodi do 2018. godine. Od 2021. godine radi na Odsjeku za slikarstvo, Umjetničke akademije Sveučilišta u Splitu. Članica je Hrvatske udruge likovnih umjetnika Split.

## Izložbe
Imala je niz samostalnih izložbi i sudjelovala na brojnim izložbama, projektima i festivalima u Hrvatskoj, Europi, Kanadi, SAD-u i Latinskoj Americi, a najznačajnije su: BIENALSUR (Tucuman, Buenos Aires, Argentina, 2024.), Vidljive, (MSU Zagreb, Galerija umjetnina Split, Umjetnička galerija Dubrovnik, 2023./2024.), Tijelo i teritorij Prekogranični dijalozi (Kunsthaus Graz, Austria), Breathturn, OSTRALE Biennale (Dresden, Njemačka, 2022.), Slava: Hrvatske umjetnice pozdravljaju KIKI SMITH, (Split, 2022.), (In)constancy of Space – Struggle for Identity (Amsterdam, Nizozemska, 2016.), Transitio_02 festival Internacional de Arte Electrónico and Video(Ciudad de Mexico, 2007.), 15th International Electronic Art Festival – Videobrasil (São Paulo, 2005.), ARCO ´99, West Wind- East Wind (Madrid 1999.), Checkpoint, Galerija moderne umjetnosti, SCCA (Zagreb, 1995.).
Njeni radovi se nalaze u kolekcijama Galerije umjetnina u Splitu, MMSU Rijeka, MSU Zagreb, Galeriji Marino Cettina u Umagu, Canal Mediateca CaixaForum, Barcelona.

## Nagrade
Dobitnica je više nagrada i stipendija poput Godišnje nagrade  „Slobodne Dalmacije za umjetnost” Jure Kaštelan (2024.),  nagrade Signes de Nuit na 16. Festival International de Cinéma, Pariz, (2018.), druge nagrade MSU, Zagreb (2016.), stipendije meksičkog Nacionalnog vijeća za znanost i tehnologiju- Conacyt (2012-2013.); stipendije Grada Splita (1996.); stipendije CEC ArtsLink (1996.) za rezidenciju u Headlands Center for the Arts, San Francisco te Nagradu Biennala Mladih, Moderna Galerija u Rijeci (1993.).

## Radovi
- "Stolen Future", 2015.[3]

- "Black Flags", 2016. [4]

- "Nigdina" / "NOWhere", 2018.[5]

- "Do konca" /  "Till the End of the Thread", 2019. [6]

- "17:16", 2019.[7]

- "Timescape", 2021.[8]

- "It’s Too Late to Give Up", 2023.[8]

- " Timescape", 2023.[8]

- "Timescape / time landscape", 2023.[8]

- "Deep Time", 2023.[8]

- "Breathing Together (Measuring the Cosmos)", 2023.[8]

- "Stucco", 2023.[8]

- "All Moments at the Same Time", 2023.[8]

- "Mending Time", 2023.[8]

- "Tempus fugit", 2024.[8]